# سيريل لويس
سيريل لويس (بالإنجليزية: Cyril Lewis)‏ (10 أبريل 1909 في المملكة المتحدة - 1 يناير 1999) هو لاعب كرة قدم ويلزي وبريطاني في مركز الوسط.